# Сен-Сюльпис-д’Арну
Сен-Сюльпи́с-д’Арну́ (фр. Saint-Sulpice-d’Arnoult) — коммуна во Франции, находится в регионе Пуату — Шаранта. Департамент коммуны — Шаранта Приморская. Входит в состав кантона Сен-Поршер. Округ коммуны — Сент.
Код INSEE коммуны — 17408.

## Население
Население коммуны на 2010 год составляло 677 человек.
| 1962 | 1968 | 1975 | 1982 | 1990 | 1999 | 2010 |
| ---- | ---- | ---- | ---- | ---- | ---- | ---- |
| 409  | 385  | 389  | 401  | 465  | 496  | 677  |